# Franklin Institute
Le Franklin Institute est un musée américain consacré aux sciences et situé à Philadelphie, dont il constitue le principal centre d'éducation et de recherches dans le domaine scientifique.
Fondé en 1824, il fut nommé en l'honneur de l'homme politique Benjamin Franklin et abrite le Benjamin Franklin National Memorial. Il s'agit de l'un des plus anciens centres pour la promotion des sciences aux États-Unis.

## Histoire
Fondé en 1824 par Samuel Vaughn Merrick et William H. Keating, son nom complet était alors The Franklin Institute of the State of Pennsylvania for the Promotion of the Mechanic Arts. L'institut s'installa dans ses premiers bâtiments en 1825. Il fut déménagé à son emplacement actuel en 1934. Il se trouve sur le Benjamin Franklin Parkway, la grande avenue qui relie l'hôtel-de-ville au Philadelphia Museum of Art.

## Médailles

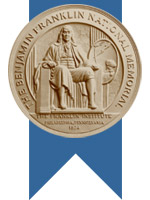
Médaille Benjamin Franklin

Avant 1998, plusieurs médailles étaient décernées par le Franklin Institute, telle que l’Elliott Cresson Medal (depuis 1875), l’Edward Longstreth Medal (depuis 1890), l’Howard N. Potts Medal (depuis 1911), la Médaille Franklin (depuis 1915), la George R. Henderson Medal (depuis 1924), la Louis E. Levy Medal (depuis 1924), la Stuart Ballantine Medal (depuis 1947) ainsi que l’Albert A. Michelson Medal (depuis 1968).
En 1998 cependant, toutes ces médailles furent remplacées par les médailles Benjamin Franklin (Benjamin Franklin Medals), constituées de plusieurs médailles décernées chaque année dans différents champs de la science et de l'ingénierie. Les domaines concernés sont la « chimie », les « sciences informatiques et cognitives » (Computer and Cognitive Science), les « sciences de la Terre et de l'environnement » (Earth and Environmental Science), l'« électrotechnique » (Electrical Engineering), les « sciences de la vie » (Life Science), le « génie civil et mécanique » (Civil and Mechanical Engineering) et la « physique »
En outre, depuis 1990, le Bower Award for Business Leadership  et le Bower Award and Prize for Achievement in Science (ou plus simplement Bower Science Award) sont également décernés annuellement. La création de ces récompenses fut possible grâce à un legs de 7,5 millions de dollars fait en 1988 par Henry Bower, un fabricant de produits chimiques de Philadelphie.
 
Le Bower Science Award a la particularité d'être accompagné d'un prix de 250 000$ : il s'agit de la somme la plus importante pour une récompense scientifique aux États-Unis.
Les vainqueurs de ces récompenses sont choisis par l'Institute's Committee on Science and the Arts.